# كورا سوتون كاسل
كورا سوتون كاسل (بالإنجليزية: Cora Sutton Castle)‏ هي عالمة نفس أمريكية، ولدت في 10 مايو 1880، وتوفيت في 14 أغسطس 1966.

## النشأة والتعليم
ولدت كورا أوليف ساتون في بريور ليك في مينيسوتا. حصلت على درجة البكالوريوس من جامعة منيسوتا عام 1905، ودرجة الماجستير في الأدب  من جامعة كاليفورنيا.

## دراسة إحصائية للمرأة البارزة وأعمال أخرى
حصلت كورا ساتون كاسل على درجة الدكتوراه في قسم علم النفس بجامعة كولومبيا في عام 1913 مع أطروحة بعنوان "دراسة إحصائية للمرأة البارزة"، كان العنوان إشارة مباشرة إلى ورقة مستشارها جايمس ماكين كاتل، "دراسة إحصائية لرجال بارزين" (1903). في نسختها من الدراسة، تساءلت: "هل كانت الدونية الفطرية سببًا في قلة عدد النساء البارزات، أم أن الحضارة لم تسمح لهن مطلقًا بفرصة تطوير قوتهن وإمكانياتهن الفطرية؟" تم نشر أطروحتها ككتاب في العام التالي، ولا يزال يُقرأ ويُستشهد به كمثال مبكر للسيرة الجماعية للمرأة. 
عملت كاسل كرئيسة لاتحاد مدينة سان فرانسيسكو للأندية النسائية من عام 1918 إلى عام 1920، وفي هذا الدور ساعدت في إنشاء "نيو آوتسايد إن" لاستضافة أفراد عائلات زائرين من الجنود الذين يتلقون العلاج في مستشفى ليتيرمان العسكري. 
نجت من حادث غرق سفينة في الصين عام 1926.

## الحياة الشخصية
تزوجت كورا ساتون من جراح يدعى هاري إدوارد كاسل في عام 1910. وعاشوا في فندق فيرمونت في سان فرانسيسكو لسنوات عديدة، حيث كان يعمل كطبيب في الفندق. ترملت كورا عام 1949 وتوفيت بسبب السرطان عام 1966 عن عمر يناهز 86 عامًا.